# Afrocamilla stuckenbergi
Afrocamilla stuckenbergi är en tvåvingeart som beskrevs av Barraclough 1992. Afrocamilla stuckenbergi ingår i släktet Afrocamilla och familjen gnagarflugor. Inga underarter finns listade i Catalogue of Life.